# Jean-Luc Warsmann

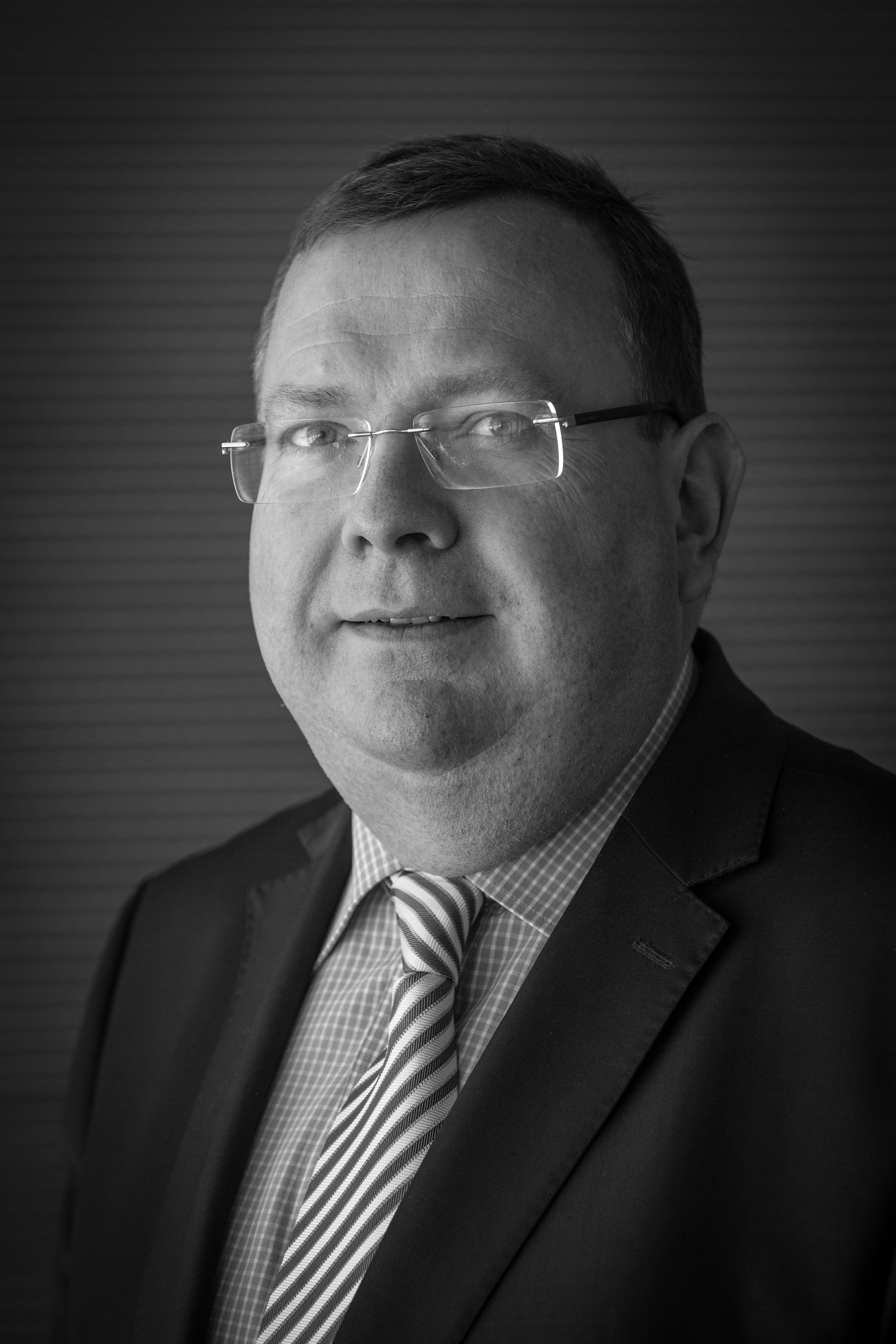
Jean-Luc Warsmann (2016)

Jean-Luc Warsmann (* 22. Oktober 1965 in Villers-Semeuse, Département Ardennes) ist ein französischer Politiker. Er ist seit 1995 Abgeordneter der Nationalversammlung.
Warsmann studierte zuerst Jura und dann Politikwissenschaften am Institut d’études politiques de Paris. 1989 zog er in den Gemeinderat der kleinen Gemeinde Douzy ein und wurde 1995 zu deren Bürgermeister gewählt. Bei den Parlamentswahlen 1993 trat er als Stellvertreter von Claude Vissac an, der im dritten Wahlkreis des Départements Ardennes in die Nationalversammlung gewählt wurde. Nach dessen Tod im Dezember 1995 rückte Warsmann für ihn in die Nationalversammlung nach und schloss sich dort dem RPR an. 1997, 2002, 2007 und 2012 wurde er wiedergewählt. Seit 2002 gehört er der UMP an.
Siehe auch: Liste der Mitglieder der Nationalversammlung der 15. Wahlperiode (Frankreich), Liste der Mitglieder der Nationalversammlung der 14. Wahlperiode (Frankreich), Liste der Mitglieder der Nationalversammlung der 13. Wahlperiode (Frankreich) und Liste der Mitglieder der Nationalversammlung der 12. Wahlperiode (Frankreich)